# 鐘聲學校
鐘聲學校（英語：Chung Sing School）位於新界元朗舊墟，為元朗區一所資助男女小學。該校更為全港首間正式註冊的資助男女小學，教育局註冊編號為1(R)。

## 校政管理

### 歷任校監
- 1953年至1967年：黃劍白 先生[3][4]
- 1967年至1975年：李鈞樹 先生[3][5][6]
- 1975年至1977年：黃建五 先生[7][6]
- 黃允中 先生[8]
- ？至2023年：張綺芳 女士
- 2023年至今：陳遠華 先生

### 歷任校長

#### 全日
- 1934年至1953年：黃子律 先生[3]
- 王瑞強 先生[8]
- 2009年至2023年：王玉麟 先生
- 2023年至今：賴嘉欣 女士

#### 上午校
- 1953年至1971年：黃建五 先生[3][9][10]
- 1971年至？：黃允中 先生[11]

#### 下午校
- 1967年至1969年：黃劍白 先生[3]
- 1969年至1979年：黃潔芳 女士[5][12]
- 1979年至？：徐大有 先生[13][6][14]

歷任副校長
- 李小萊 女士（1992年-2020年）
- 李美嫦 女士（？- ？）
- 鄧耀坤 先生（？-2018年）
- 麥美茵 女士（現任）
- 洪立緯 先生（現任）

## 學校歷史[15]
鐘聲學校由清末秀才黃子律創立於1934年，校名鐘聲為創辦人黃子律的庠名。學校最初於元朗大橋村租借平房作校舍（該處為元朗官立小學舊校址），戰前已獲政府津貼。而在香港日佔時期，此校曾一度停辦，至1945年二戰結束後復辦。
後於1953年在大陂頭（現今元朗鐘聲徑）籌建第二代校舍，原定於1956年內施工及建成。但因承建商刻意拖延施工，導致校方需入稟高等法院申請收樓令，最終延遲一年才啟用。及至1964年為應付教學需求，校方於是擴建校舍，1968年完成工程。
因第二代校舍空間不足，此校於2002年申請競投同區擬建新校舍，並獲批准。隨著新校舍於2005年落成，此校於9月開始遷至位於元朗舊墟路的後千禧校舍，並合併上、下午校為全日制小學。

## 學校設施
學校校舍為後千禧校舍，樓高七層，佔地約6220平方米，設有30個課室、1個禮堂及3個操場，另有兩個與鄰校金巴崙長老會耀道中學共用之操場。

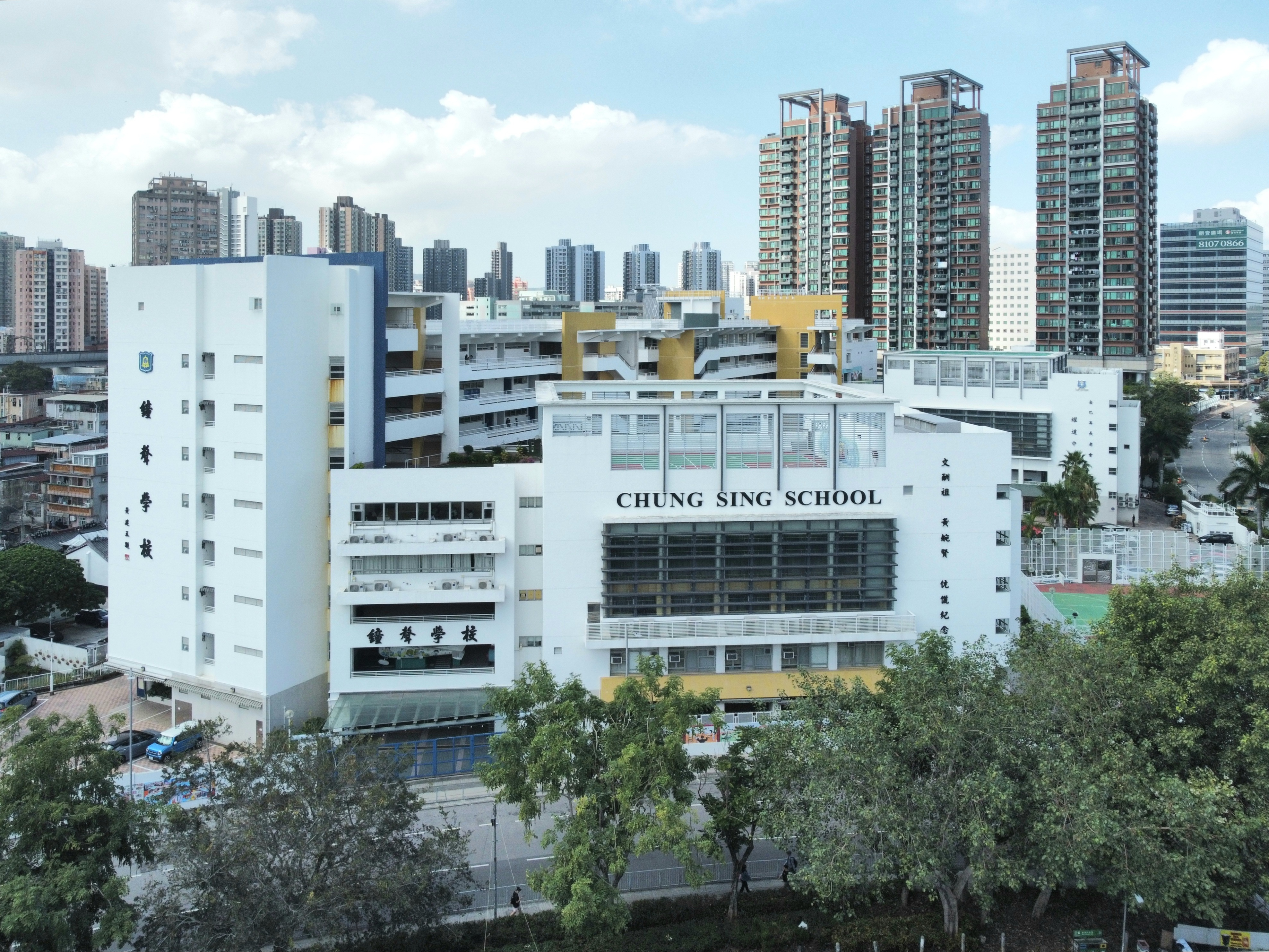
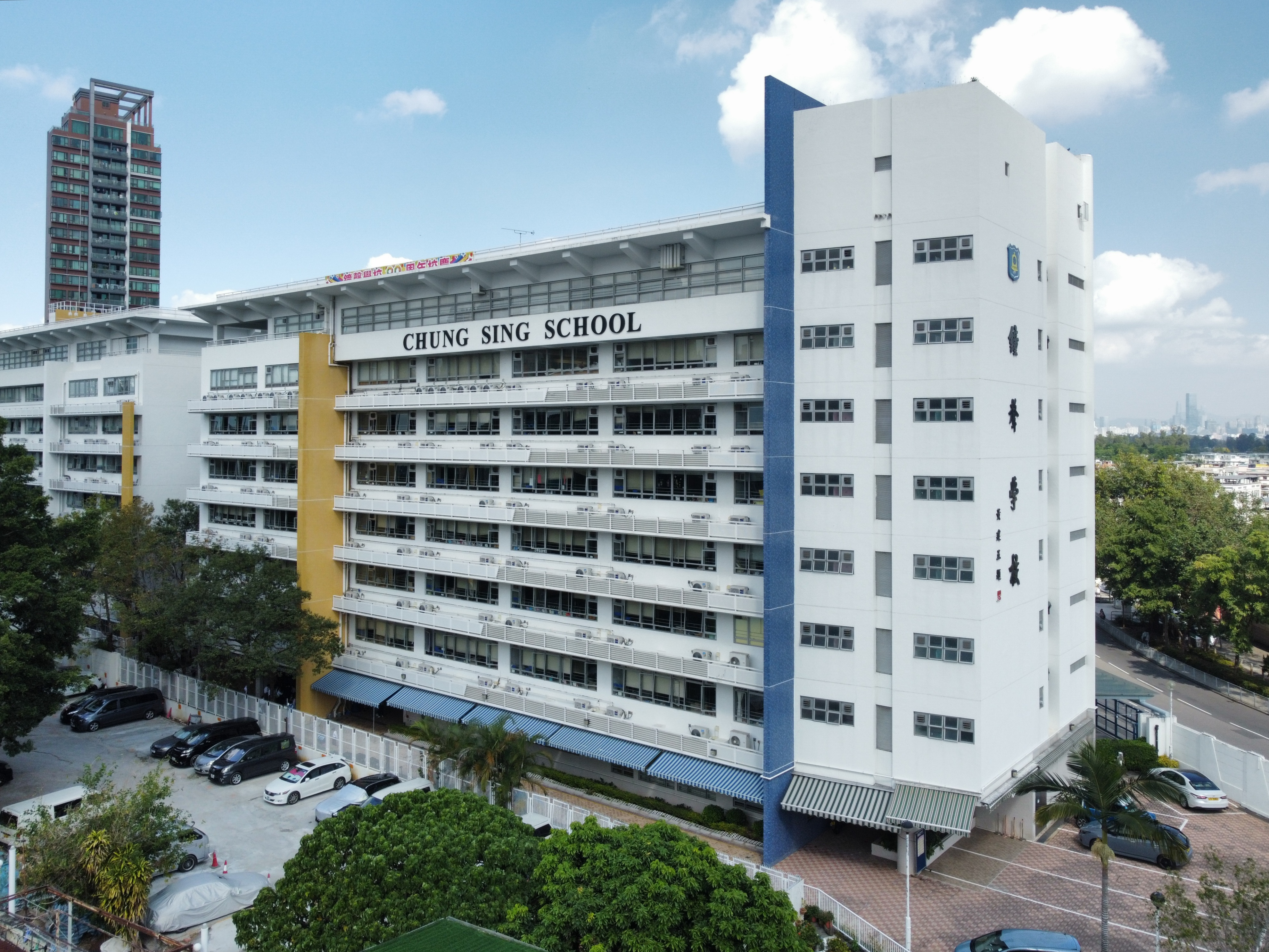
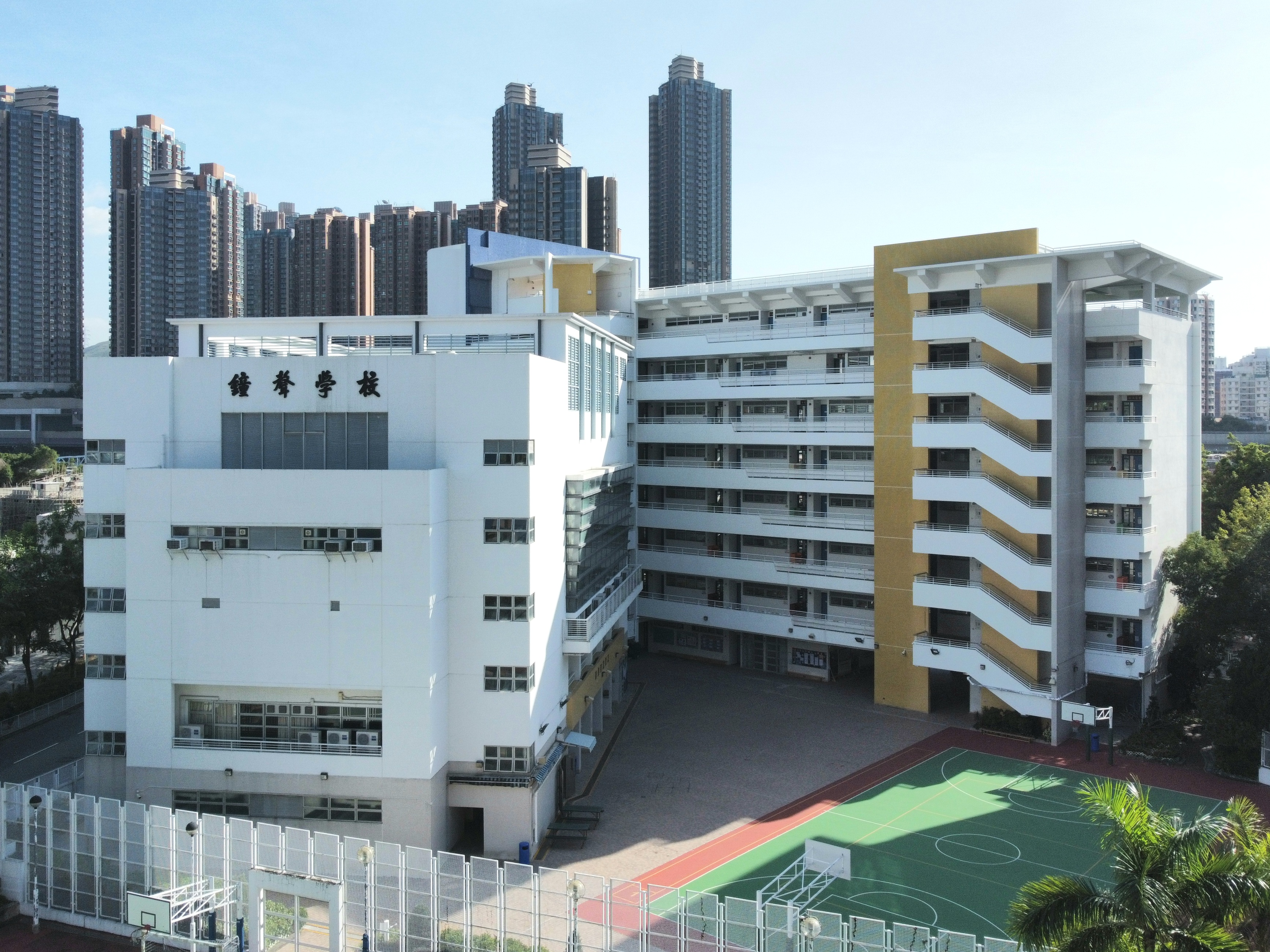

## 開設班級
學校共開設小一至小六課程，每級各5班，合共30班。

## 開設課程
學校於每級開設中國語文、英國語文、數學、常識、視藝、音樂、體育、電腦、普通話及導修課，每天共有9節課堂，每節35分鐘。其中學校於高小年級開設「文選」課程為該校一大特色，課堂以故事形式教導學生《愛蓮說》等古文，以加強學生的品德教育。學校亦在初小推動書法教育，提高學生的文化修養，既有助學生增加對中華文化的認識，又能令他們學習認真、專心處事，並懂得欣賞。此外，學校2017年更推出一項名為「衝上雲霄─鐘聲夢飛翔」的計畫，旨在培養該校學生對科學和飛行的興趣。

## 事故
2014年2月27日，該校地下水泵房發生爆炸，迫使全校900多名師生緊急疏散。其中34名學生感到不適，部分學生更出現嘔吐症狀。學生們事後被送往屯門醫院和博愛醫院接受治療。

## 著名/傑出校友
- 劉慧卿：前立法會議員
- 譚志源：前政制及內地事務局局長，現任港區人大代表[28]
- 湛家雄：選舉委員會委員，天水圍南分區委員會前主席，元朗區議會議員，曾任元朗區撲滅罪行委員會主席，保安及護衛業管理委員會主席，監警會委員，城市規劃委員會委員。
- 萬綺雯：著名女演員（1982年小六上午校）
- 陳裘大：前房屋署總屋宇裝備工程師，陳奕迅父親（1958年小六）
- 沈豪傑：全國人大香港代表，元朗區議員 [29]
- 容羨媛：香港女藝人（1996年小六上午校）
- 鍾港武：香港政治人物、民建聯成員、前任油尖旺區議會主席及富榮區議員
- 戴耀華：元朗合益有限公司董事總經理、前元朗商會副主席、前元朗區議會財務委員會委員
- 趙傑子：元朗區議會城鄉規劃及發展委員會增選委員
- 吳日章：稻香集團獨立非執行董事、中國農產品交易獨立非執行董事
- 楊少初：前香港立法局非官守議員[30]
- 陳日新：已故全國政協委員及港事顧問、《香港基本法》諮詢委員會委員、新界鄉議局前主席、屯門鄉事委員會前主席[31]
- 彭洛元：前香港海關訓練學校校長（1960年小六）[32]
- 鄭汝汾：高雄長庚醫院放射診斷科系教授（1968年小六下午校）[33]
- 林沙文： 大律師、作家、歌手、前警務人員、英語及日語學校教師、商人、電影電視演藝員、藝人經理人、日本電視節目之策劃及助理監製。
- 許秋怡：香港女歌手及女演員。

## 外部連結
- 鐘聲學校網址 （页面存档备份，存于）